# Harmonització

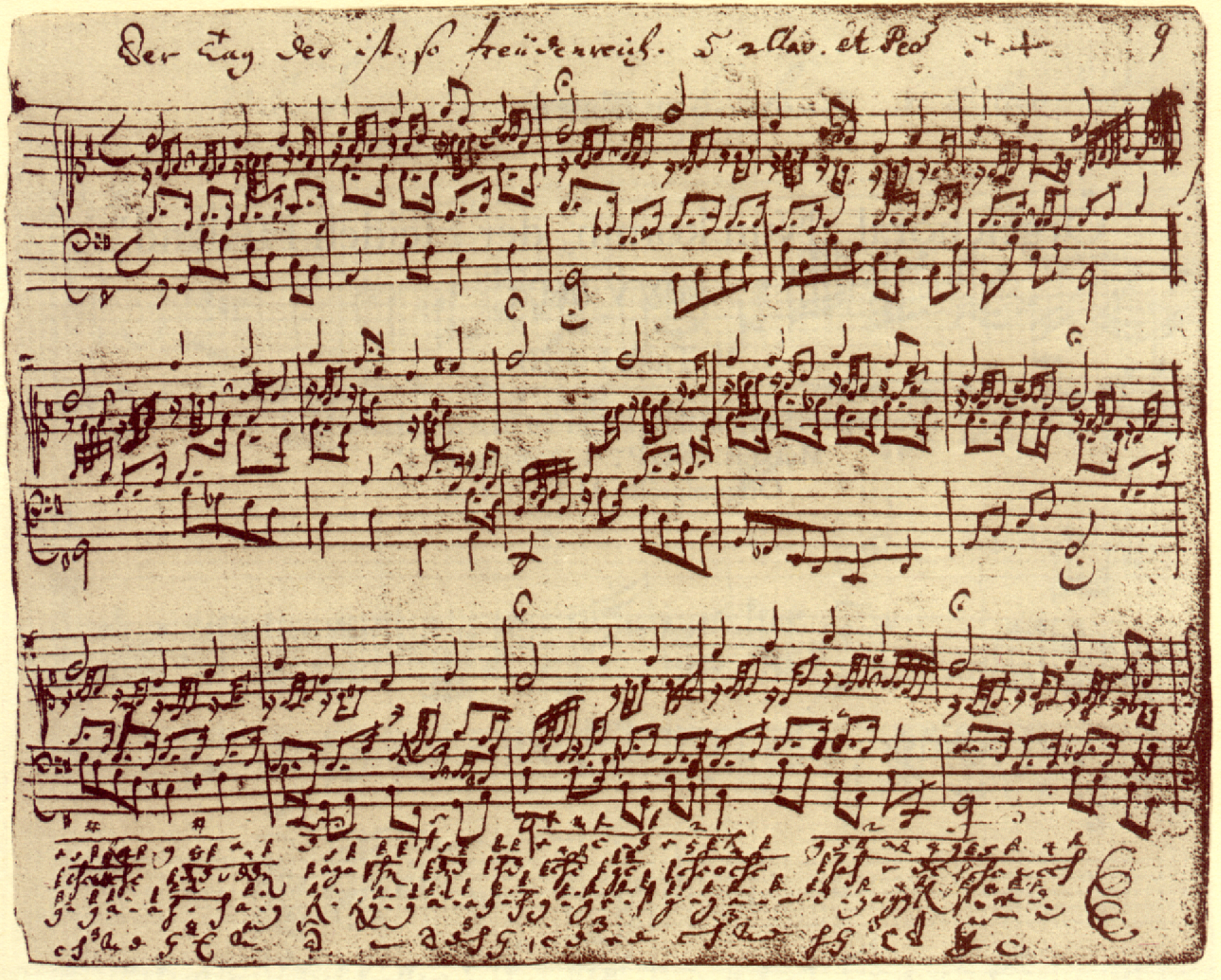
Partitura amb harmonització de la melodia del coral Der Tag der ist so freudenreich, BWV 605, de Johann Sebastian Bach per a orgue.

L'harmonització és una tècnica d'arranjament i de composició musical consistent a afegir una sèrie de melodies a una de preexistent perquè sonin totes conjuntament, de manera que les que s'afegeixen en el procés d'harmonització constitueixin un acompanyament de la primera. Normalment la melodia principal se situa a la part més aguda, i la resta de melodies afegides, en els registres inferiors o greus. La tècnica més habitual d'harmonització és -des que es va constituir en la forma canònica d'aprenentatge de la composició en el segle xvii- a quatre veus mixtes; és a dir: soprano, contralt, tenor, i baix. L'harmonització està subjecta a unes lleis i normes que regulen la conducció de cada una de les melodies, així com les distàncies i intervals que és adequat que hi hagi entre elles. Malgrat la denominació, que fa referència a l'harmonia i, per tant, a les relacions de simultaneïtat que hi ha entre les diferents veus, una harmonització és, sobretot, un procés de creació melòdica i, per tant, un treball polifònic que es regeix per les normes del contrapunt.

Partitura d'inici de l'Adeste Fideles una nadala en llatí del en una harmonització de John F. Wade